# Мондлане, Эдуарду
Эдуарду Шивамбо Мондлане (порт. Eduardo Chivambo Mondlane; 20 июня 1920, Манжаказе, провинция Газа, Португальская Восточная Африка — 3 февраля 1969, Дар-эс-Салам, Танзания) — деятель национально-освободительного движения Мозамбика, один из основателей Фронта национального освобождения Мозамбика (ФРЕЛИМО).

## Биография
Был четвёртым из 16 сыновей вождя племени тсонга. При рождении получил африканское имя Чивамбо. До 12 лет работал пастухом. Учился в миссионерской школе, где проявил успехи в учёбе. Вопрос о том, следует ли Чивамбо продолжать обучение, решал совет старейшин деревни. Не имея возможности получить образование в Мозамбике и высланный из ЮАР после установления там режима апартеида, Мондлане поступает в Лиссабонский университет, а затем переводится на учёбу в США. В ЮАР он познакомился с активистами движения против апартеида Нельсоном Манделой и Рут Фёрст (1925—1982), а в Лиссабоне — с представителями других португальских колоний Амилкаром Кабралом и Агостиньо Нето. Изучал антропологию, защитил докторскую диссертацию по социологии в Северо-Западном университете, штат Иллинойс. Женился на белой американке Джанет Рей Джонсон; этот факт служил предметом нападок его политических противников в ФРЕЛИМО. Некоторое время проработал в ООН, затем — в Сиракьюсском университете.

### Политическая деятельность
Во время его работы в ООН португальский министр по делам заморских территорий предлагал ему должность в колониальной администрации в Мозамбике, но Мондлане избрал противоположный путь. Молодой американский социолог Иммануил Валлерстайн познакомил его с президентом Танзании Джулиусом Ньерере, который посоветовал Мондлане ехать в лагеря беженцев из Мозамбика в Танзании и организовать их для антиколониальной борьбы. В 1962 году избран президентом ФРЕЛИМО, в котором вёл линию на социалистическую ориентацию. В то же время подвергался обвинениями со стороны левых за якобы проамериканскую политику. Марселино душ Сантуш говорил советским представителям «Мы с самого начала решили: пусть Мондлане будет во главе движения… Потом можно будет заменить Мондлане» Выступал за «панафриканский нейтралитет в холодной войне». Создал штаб-квартиру движения в Дар-эс-Саламе (Танзания). В 1964 году ФРЕЛИМО начал партизанскую войну с португальскими войсками. Имел трения с лидерами Кубы. Фидель Кастро впоследствии так сказал об этом в беседе с руководством ГДР: «Между нами и ФРЕЛИМО были разногласия, ещё в те времена, когда ФРЕЛИМО был в Танзании и у Че Гевары там был разговор с Мондлане. В то время Мондлане не согласился с Че и сказал об этом публично. После этого статьи против Мондлане были опубликованы на Кубе».
ФРЕЛИМО получал помощь из КНР, в то же время в частных беседах Мондлане допускал критику политики Пекина. Как пишет Владимир Геннадьевич Шубин в книге «Горячая „холодная война“: Юг Африки (1960—1990 гг.)»: «ему (Мондлане) видному интеллектуалу было трудно смириться с эксцессами „великой пролетарской, культурной революции“».

### Гибель
В 1969 году Мондлане был убит — в штаб-квартире в Дар-эс-Саламе взорвалась бомба, вложенная в посылку с трёхтомником Плеханова. В 1974 году Урия Симанго, один из лидеров ФРЕЛИМО, был заключён в тюрьму, где признался в причастности к убийству Мондлане. Достоверность этих признаний сомнительна. Настоящим организатором убийства Мондлане считается агент португальской политической полиции ПИДЕ Казимиру Монтейру.

## Память
В современном Мозамбике Мондлане стал культовой фигурой: его именем назван университет, а также одна из высших наград Мозамбика — орден Эдуарду Мондлане. К идеям Мондлане апеллируют лидеры как правящего ФРЕЛИМО, так и оппозиционного РЕНАМО. На русском языке вышла в 1972 году его книга «Борьба за Мозамбик».